# Silent Rage
Silent Rage is een Amerikaanse actie-horrorfilm uit 1982 onder regie van Michael Miller, met Chuck Norris in de hoofdrol.

## Verhaal
De film speelt zich af in een klein stadje in Texas. Sheriff Dan Stevens spoort psychopaat John Kirby op, die het slachtoffer is geworden van genetische experimenten. Tijdens de achtervolging wordt de crimineel neergeschoten. Artsen brengen hem weer tot leven. De moordenaar wordt onvernietigbaar. Al snel vermoordt hij het hele gezin. Dan moet hij een nieuwe tragedie voorkomen.

## Rolverdeling
- Chuck Norris - Sheriff Dan Stevens
- Ron Silver - Dr. Tom Halman
- Steven Keats - Dr. Phillip Spires
- Toni Kalem - Alison Halman
- William Finley - Dr. Paul Vaughn
- Brian Libby - John Kirby
- Stephen Furst - Charlie